# Maria Elżbieta Opielińska
Maria Elżbieta Opielińska (ur. 8 lipca 1902 w Zduńskiej Woli, zm. 30 kwietnia 1975 we Wrocławiu) – polska nauczycielka. 

## Życiorys
Urodziła się w rodzinie farmaceutów Tadeusza oraz Kamilli z Kuczyńskich. Ojciec był współwłaścicielem apteki w Zduńskiej Woli. W 1910 rodzice przenieśli się z dziećmi do Warszawy i tam Maria uczyła się do 1919 r. w prywatnej szkole prowadzonej przez Paulinę Hewelke, pod koniec jej edukacji przemianowanej na Gimnazjum im. Klementyny Hoffmanowej. Od 1920 do 1925 studiowała nauki przyrodnicze na Uniwersytecie Warszawskim, uzyskując tam absolutorium. Od 1925 do 1932 nauczała biologii w Państwowym Gimnazjum im. Królowej Jadwigi w Siedlcach. W 1932 przeniosła się do Kielc, w związku z objęciem stanowiska dyrektorki Państwowego Gimnazjum i Liceum Żeńskiego im. bł. Kingi. Placówką tą kierowała aż do początku II wojny światowej, a następnie od stycznia 1945 do 1946, gdy utraciła pracę w wyniku represji komunistycznych.
W czasie niemieckiej okupacji Polski była współorganizatorką i nauczycielką tajnego nauczania w Kielcach, z ramienia władz podziemnych nadzorowała też takie nauczanie w Kielcach, Częstochowie i Radomiu. Wstąpiła do Związku Walki Zbrojnej, a potem do Armii Krajowej, służąc w Wojskowej Służbie Kobiet. 
Jesienią 1946 zagrożona aresztowaniem przez Urząd Bezpieczeństwa zbiegła do Wrocławia. Od 1946 do 1948 organizowała Uniwersytet Ludowy w Borowej, po jego likwidacji kierowała do 1950 w Karpaczu placówką dla polskich dziewcząt powracających z zesłania w ZSRR, a od 1950 do śmierci uczyła biologii we wrocławskich liceach ogólnokształcących dla pracujących, najpierw w I LO, a od 1958 w II LO. Choć w 1956 władze unieważniły jej karne zwolnienie z pracy, to pomimo swoich starań nie otrzymała już kierowniczych stanowisk w edukacji i uniemożliwiono jej pracę w innych szkołach średnich niż te przeznaczone dla dorosłych. 
Oprócz pracy zawodowej udzielała się społecznie. Zarówno jako uczennica, jak i nauczycielka działała w harcerstwie, od 1926 r. była członkinią Związku Nauczycielstwa Polskiego, w okresie międzywojennym działa również w Polskim Czerwonym Krzyżu. 
Pochowana w Kielcach, na Cmentarzu Nowym. 
Była młodszą siostrą Jana Opielińskiego. 

## Nagrody i upamiętnienie
- Krzyż Kawalerski Orderu Odrodzenia Polski (1975)[16]
- Złota Odznaka ZNP (1975)[17]

W 1995 uhonorowano ją tablicą pamiątkową na gmachu, w którym mieszkała w Kielcach, przy ul. Mickiewicza nr 1, a w 2008 jej nazwiskiem nazwano ulicę w Kielcach.